# かず翼
かず翼（かず つばさ、本名と生年月日は非公開 - ）は、日本の女性作詞家。

## 経歴
国立音楽大学ピアノ科を卒業後、作詞家の池田充男に師事。
1988年、作詞した村上幸子の「面影雪」が第9回古賀政男記念音楽大賞で優秀曲に選出。
氷川きよしをはじめ、様々なアーティストの作詞をしている。代表作は「きよしのドドンパ」など。
2021年の第54回日本作詩大賞では、水森かおりの「鳴子峡」、氷川きよしの「南風」の2曲がノミネート、2022年の第55回日本作詩大賞では、氷川きよしの「甲州路」、三山ひろしの「花恋歌～はなれんか～」、森山愛子の「ひとり風の盆」の3曲がノミネートされた。

## 主な作詞作品
- 麻丘めぐみ
  - 「京都哀愁」（1985年）

- 浅田あつこ
  - 「別離のルージュ」（2002年）

- 入山アキ子
  - 「悪女の季節」（2018年）
  - 「みだれ舞い」（2019年）
  - 「女の恋ざんげ」（2019年）

- 岩波理恵
  - 「人生に恋をして」（2016年）
  - 「ベッドじゃなくても」（2018年）

- 大石まどか
  - 「能登しぐれ」（2014年）

- 大江裕
  - 「女のはぐれ唄」（2014年）

- 丘みどり
  - 「風の寺」（2019年）

- 小田純平
  - 「男がひとり飲む酒は」（2019年）

- 角川博
  - 「女のなみだ」（2018年）

- 上沼恵美子
  - 「コスモス揺れて」（2004年）
  - 「涙の重さ」（2009年）
  - 「リラの雨」（2009年）

- 川中美幸
  - 「夫婦ちゃんりん」(2009年)

- 北原ミレイ
  - 「涙のラブソング」（2004年）

- 北山たけし
  - 「風のたずねびと」（2007年）

- キム・ヨンジャ
  - 「悲しい願い」（2013年）

- 黒木梨花（大黒裕貴）
  - 「天の川絶唱」（2001年）
  - 「なみだ海峡」（2002年）

- さくらまや
  - 「かもめ橋から」（2018年）
  - 「恋紅椿」（2018年）

- 三代目コロムビア・ローズ
  - 「迷子」（2008年）

- 島津悦子
  - 「長崎しぐれ」（2018年）
  - 「瀬戸内ぐらし」（2019年）
  - 「俺と生きような」（2020年）

- 城之内早苗
  - 「よりそい蛍」（2018年）

- 水前寺清子
  - 「夕暮れのララバイ」（2000年）

- 瀬川瑛子
  - 「みんないい女」（2004年）

- 瀬口侑希
  - 「女が泣いてる港町」（2021年）
  - 「誘惑のスキャンダル」（2022年）
  - 「ジョージ」（2022年）

- 田川寿美
  - 「その歌は唄わないで」（2008年）

- 多岐川舞子
  - 「海峡終列車」（2001年）
  - 「望郷みさき」（2002年）
  - 「信濃川」（2003年）
  - 「きさらぎの川」（2004年）
  - 「越後平野」（2004年）
  - 「鳴き砂海岸」（2006年）
  - 「石北本線」（2008年）
  - 「出雲雨情」（2013年）
  - 「霧の城」（2014年）
  - 「七尾しぐれ」（2015年）
  - 「風の尾道」（2019年）

- 竹川美子
  - 「むらさき川」（2008年）

- 辰巳ゆうと
  - 「夢巳橋」（2022年）

- 田中あいみ
  - 「恋無情」（2022年）
  - 「GOOD BYE FOREVER」（2022年）

- チャン・ウンスク
  - 「ジェラス・ムーン」（2002年）

- 鳥羽一郎
  - 「戻れないんだよ」（2020年）

- 永井みゆき
  - 「信濃路の雨」（2008年）

- 中西りえ
  - 「海峡迷子」（2018年）
  - 「ひとり珠洲岬」（2019年）

- 長保有紀
  - 「思い出に抱かれて」（2020年）

- パク・ジュニョン
  - 「風の吐息」（2021年）

- 服部浩子
  - 「小雨町」（2003年）

- 花咲ゆき美
  - 「海鳥哀歌」（2015年）
  - 「涙じょんから女旅」（2015年）

- はやぶさ
  - 「ロマンティック東京」（2014年）
  - 「酔わせて朝まで」（2019年）

- 氷川きよし
  - 「きよしのドドンパ」（2004年）
  - 「口笛の港」（2005年）
  - 「夕顔の女」（2008年）
  - 「きよしのMerry X'mas」（2012年）
  - 「きよしの令和音頭」（2019年）
  - 「生々流転」（2020年）
  - 「南風」（2021年）[2]
  - 「甲州路」（2022年）

- 藤原浩
  - 「純子の涙」（2000年）
  - 「つゆ草の女」（2006年）

- 真木ことみ
  - 「無情の雨が降る」（2009年）

- まつざき幸介
  - 「鎌倉残照」（2006年）
  - 「君すむ街」（2008年）
  - 「酒よおまえは」（2013年）
  - 「冬ヒバリ」（2014年）
  - 「幸せかげぼうし」（2016年）
  - 「雨音」（2019年）
  - 「涙のピリオド」（2020年）
  - 「哀しみのアドレス」（2021年）

- 松原のぶえ
  - 「春待ちしぐれ」（2022年）

- 松村和子
  - 「明日咲く」（2020年）

- 美川憲一
  - 「夜の川」（2002年）
  - 「十三夜月」（2017年）
  - 「夜の花」（2020年）
  - 「別れてあげる」（2022年）
  - 「恋の炎」（2022年）

- みずき舞
  - 「夕なぎ岬」（2005年）

- 水森かおり
  - 「あなたにメリークリスマス」（2018年）
  - 「笑顔で遠まわり」（2019年）
  - 「おもかげフェリー」（2020年）
  - 「鳴子峡」（2021年）
  - 「月影のセレナーデ」（2021年）

- 三丘翔太
  - 「よこはま埠頭」（2021年）

- 三山ひろし
  - 「花恋歌～はなれんか～」（2022年）
  - 「海峡の雨」（2022年）

- 村上幸子
  - 「面影雪」（1988年）

- 森進一
  - 「哀の河」（2003年）

- 森山愛子
  - 「ひとり風の盆」（2021年）
  - 「みれん花」（2021年）

- 八代亜紀
  - 「心をつなぐ10円玉」（2014年）[1]

- 山口かおる
  - 「哀愁フラメンコ」（2008年）
  - 「悲しきカルメン」（2009年）
  - 「最後の恋人」（2018年）
  - 「うぬぼれて」（2019年）

- 山本譲二
  - 「哀愁運河」（2010年）

- 若山かずさ
  - 「長月の宿」（2021年）

- 和田青児
  - 「はぐれ雲どこへ」（2005年）
  - 「明日も夢見て」（2011年）